# 투견

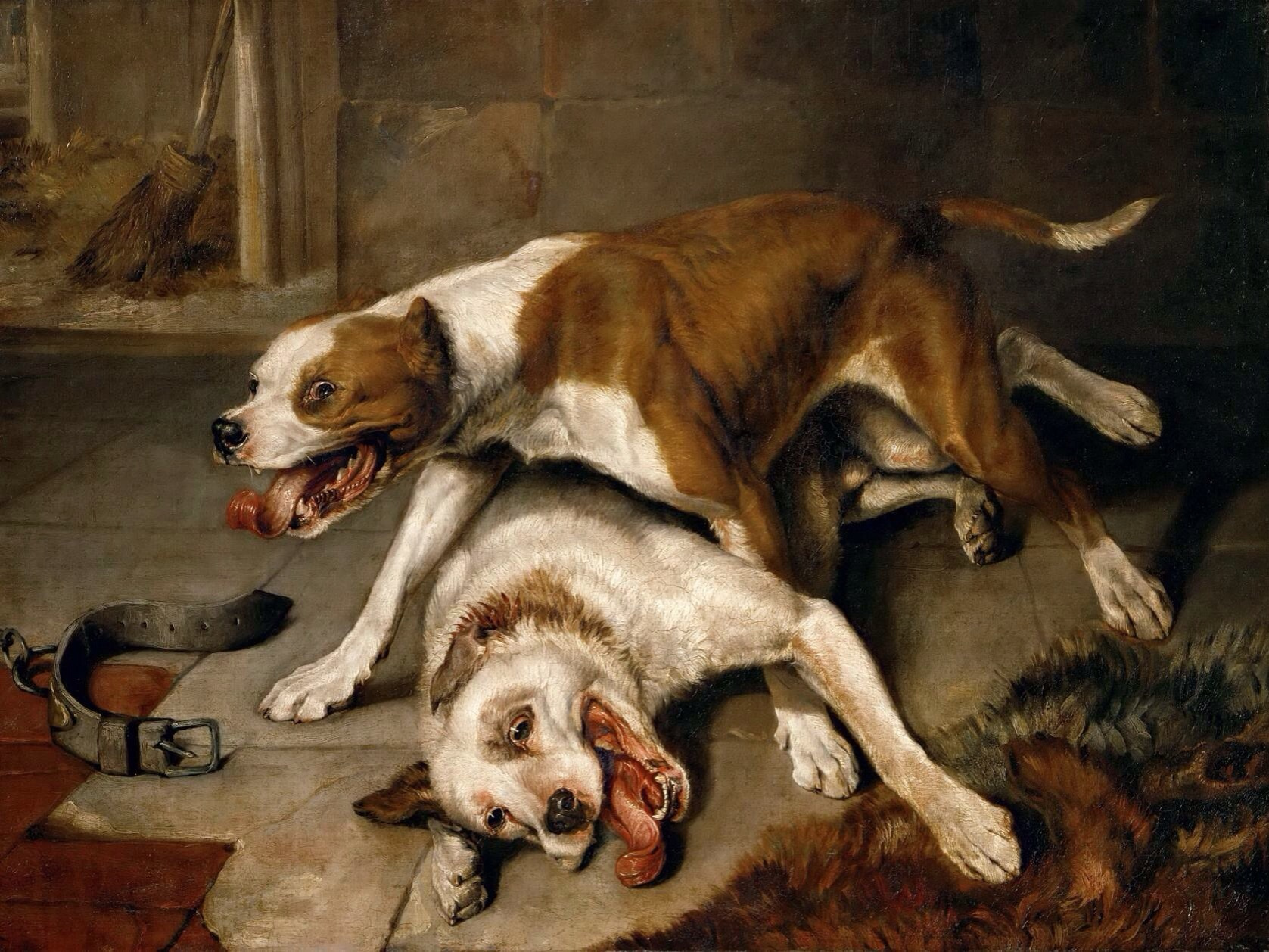

투견(鬪犬)은 개와 개가 싸우는 경기(개싸움) 또는 싸움 시키기 위해 기르는 개(싸움개)를 가리키며 핏불 테리어나 도사견이 주로 쓰인다.
과거의 투견 경기는 고대부터 다양한 지역에서 행해지고 있었다. 일본에서는 고치현, 아키타현에서 행해졌으며, 현재 도사견이 생겨난 지역인 고치현 도사 만에 도사투견센터가 존재한다. 아키타 현에서는 아키타 견을 사용하여 행해졌다. 또한 미국에서는 도박의 일환으로 투견을 하는 경우가 있다. 보통 규칙없는 데스매치 형식으로 중지되지 않는 이상 죽을 때까지 싸운다고 알려져 있지만 투견 경기에는 지켜야 할 많은 규칙들이 존재하며 결코 상대를 죽이기 위해 싸우는 경기가 아니다. 현재 일본을 제외한 거의 대부분 지역에서 투견은 동물 학대로 간주되며, 미국의 모든 주에서 인도적인 관점에서 법적으로 금지되어있다. 와이오밍주를 제외한 모든 주에서 중범죄로 지정되어 엄벌에 처한다.

## 같이 보기
- 닭싸움
- 귀뚜라미싸움